# جانوس ديرزسي
جانوس ديرزسي (بالمجرية: Derzsi János)‏ هو مؤدي وممثل مجري، ولد في 20 أبريل 1954 في المجر.

## وصلات خارجية
- جانوس ديرزسي على موقع IMDb (الإنجليزية)
- جانوس ديرزسي على موقع قاعدة بيانات الأفلام العربية
- جانوس ديرزسي على موقع ألو سيني (الفرنسية)
- جانوس ديرزسي على موقع أول موفي (الإنجليزية)
- جانوس ديرزسي على موقع قاعدة بيانات الأفلام السويدية (السويدية)
- جانوس ديرزسي على موقع قاعدة بيانات الفيلم (الإنجليزية)
- جانوس ديرزسي على موقع كينوبويسك (الروسية)